# Arbeitsgericht Hildburghausen
Das Arbeitsgericht Hildburghausen war ein deutsches Arbeitsgericht mit Sitz in Hildburghausen.

## Geschichte
Gemäß Arbeitsgerichtsgesetz vom 23. Dezember 1926 wurden in Deutschland Arbeitsgerichte gebildet. In Hildburghausen entstand kein Arbeitsgericht, das Arbeitsgericht Meiningen war für Hildburghausen zuständig.
Nach der Besetzung Deutschlands durch die Alliierten wurden 1945 zunächst alle Gerichte geschlossen. Die ordentlichen Gerichte wurden schon bald wieder eröffnet, während die Arbeitsgerichte zunächst außer in Hamburg nicht wieder eingerichtet wurden, so dass arbeitsgerichtliche Streitigkeiten von den ordentlichen Gerichten erledigt werden mussten. Gemäß Kontrollratsgesetz 21 sollten in Deutschland Arbeitsgerichte aufgebaut werden. So wurde das Arbeitsgericht Hildburghausen gebildet. Gerichtssprengel war der Landkreis Hildburghausen. Revisionsinstanz war nun das Thüringer Landesarbeitsgericht in Erfurt. In der DDR bestanden 1952 bis 1963 Arbeitsgerichte auf Kreis- und Bezirksebene. Nachdem diese 1963 in die Kreis- und Bezirksgerichte integriert worden waren, gab es keine gesonderten Arbeitsgerichte mehr.
Nach der Wende entstand das Arbeitsgericht Hildburghausen 1993 nicht neu.